# 土曜プレミアム
『土曜プレミアム』（どようプレミアム、英: PREMIUM SATURDAY）は、2003年10月4日より、フジテレビ系列（FNS）で放送されている映画作品（邦画・洋画等）を中心の単発特別番組枠。現在は毎週土曜日 21:00 - 23:10（JST）に放送されている。2006年3月25日までは『プレミアムステージ』（premium stage）というタイトルであった。

## 概要
開始は2003年10月4日。開始当初は毎週土曜日 21:00 - 22:54（以下すべてJST）であった。当日の放映作品は『踊る大捜査線 THE MOVIE』。
作品によっては終了時間を繰り下げるほか、大作の場合には20:03（または19:57）→20:00 から開始することもある。2019年9月まで金曜日の同時間帯 に放送されていた『金曜プレステージ』→『赤と黒のゲキジョー』→『金曜プレミアム』との2日連続特別番組や、2週またぎの特別番組を放送することもある。
原則として映画枠（同枠でかつて放送されていた『ゴールデン洋画劇場』→『ゴールデンシアター』に近い）。但し、2時間ドラマについては放送されることがほとんどない。映画放送時は、本編直前・放送中盤の見どころ等のナレーションはバッキー木場が担当している（一部の作品を除く）。また、当初は他の映画番組と同様、番組オリジナルの吹替版を制作していたが、2010年以降、既存の吹替版を使用し放送される場合が多くなっている。
2005年にはK-1やバレーボール・ワールドグランプリなどのスポーツ中継も特別企画として生放送されたが、番組表に『プレミアムステージ』のタイトルは表記されなかった。ただし2006年のバレーボール・ワールドグランプリでは『土曜プレミアム特別企画』というクレジットを出していた。
2006年4月1日に番組タイトルが現在のものに変更された。2006年8月5日には、当番組枠初の映画2本立て編成を行い、20:03 - 23:54に『ウォーターボーイズ』と『スウィングガールズ』（ともに矢口史靖監督作品）が4時間枠に拡大されて放送された。これは本来19:57から放送されている土曜20時台のレギュラー番組『めちゃ2イケてるッ!』が、出演者の不祥事で収録が間に合わなくなったための穴埋め策によるものである。
2006年10月に同局で1969年から続いた日曜夜7時台のアニメ枠が廃止。これに伴い不定期でGP帯にアニメ番組を放送する唯一の枠となった。
2007年4月14日から、放送時間を16分拡大して21:00 - 23:10までとなった。なお、2007年6月23日は『土曜ドラマ』枠で放送されていた『ライアーゲーム・最終回スペシャル』が21:00 - 23:55に当枠との合併扱いで拡大放送されたが、テレビ宮崎では『ライアーゲーム』のレギュラー版が放送されていなかったため、『星の王子ニューヨークへ行く』（1988年の洋画）に差し替えとなった。一方、同じくレギュラー版を放送しなかったテレビ大分は通常通り遅れ放送を実施するため、最終回のみの放送となった。
2005年10月15日から、地上波デジタル放送で番組内容と連動したデータ放送を行っていたが、2008年4月5日に放送された『SP』を最後に取り止められた。
2013年10月で、番組枠設立から10周年を迎え、その記念作品として『踊る大捜査線 THE FINAL 新たなる希望』が放送された。
2018年10月からは、土曜20時台の番組との間にCMを挿まない、いわゆるステブレレス編成となったが、わずか半年後の2019年4月より元のジャンクション・ステブレ入りに戻った（一部のネット局を除く）。
2022年に『日バラ8』が廃枠。これに伴い当枠がフジテレビで唯一の単発特別番組枠となり、『金曜プレミアム』枠や『日バラ8』枠で放送されてきたバラエティ番組が当枠で放送されるようになった。

## ネット局
放送時間は基本的なものであり、作品によって拡大する場合もある。
| 放送対象地域   | 放送局                    | 系列                                         | 放送時間           | ネット状況 |
| -------------- | ------------------------- | -------------------------------------------- | ------------------ | ---------- |
| 関東広域圏     | フジテレビ（CX）          | フジテレビ系列                               | 土曜 21:00 - 23:10 | 制作局     |
| 北海道         | 北海道文化放送（uhb）     | フジテレビ系列                               | 土曜 21:00 - 23:10 | 同時ネット |
| 岩手県         | 岩手めんこいテレビ（mit） | フジテレビ系列                               | 土曜 21:00 - 23:10 | 同時ネット |
| 宮城県         | 仙台放送（OX）            | フジテレビ系列                               | 土曜 21:00 - 23:10 | 同時ネット |
| 秋田県         | 秋田テレビ（AKT）         | フジテレビ系列                               | 土曜 21:00 - 23:10 | 同時ネット |
| 山形県         | さくらんぼテレビ（SAY）   | フジテレビ系列                               | 土曜 21:00 - 23:10 | 同時ネット |
| 福島県         | 福島テレビ（FTV）         | フジテレビ系列                               | 土曜 21:00 - 23:10 | 同時ネット |
| 新潟県         | NST新潟総合テレビ（NST）  | フジテレビ系列                               | 土曜 21:00 - 23:10 | 同時ネット |
| 長野県         | 長野放送（NBS）           | フジテレビ系列                               | 土曜 21:00 - 23:10 | 同時ネット |
| 静岡県         | テレビ静岡（SUT）         | フジテレビ系列                               | 土曜 21:00 - 23:10 | 同時ネット |
| 富山県         | 富山テレビ（BBT）         | フジテレビ系列                               | 土曜 21:00 - 23:10 | 同時ネット |
| 石川県         | 石川テレビ（ITC）         | フジテレビ系列                               | 土曜 21:00 - 23:10 | 同時ネット |
| 福井県         | 福井テレビ（FTB）         | フジテレビ系列                               | 土曜 21:00 - 23:10 | 同時ネット |
| 中京広域圏     | 東海テレビ（THK）         | フジテレビ系列                               | 土曜 21:00 - 23:10 | 同時ネット |
| 近畿広域圏     | 関西テレビ（KTV）         | フジテレビ系列                               | 土曜 21:00 - 23:10 | 同時ネット |
| 島根県・鳥取県 | さんいん中央テレビ（TSK） | フジテレビ系列                               | 土曜 21:00 - 23:10 | 同時ネット |
| 岡山県・香川県 | 岡山放送（OHK）           | フジテレビ系列                               | 土曜 21:00 - 23:10 | 同時ネット |
| 広島県         | テレビ新広島（tss）       | フジテレビ系列                               | 土曜 21:00 - 23:10 | 同時ネット |
| 愛媛県         | テレビ愛媛（EBC）         | フジテレビ系列                               | 土曜 21:00 - 23:10 | 同時ネット |
| 高知県         | 高知さんさんテレビ（KSS） | フジテレビ系列                               | 土曜 21:00 - 23:10 | 同時ネット |
| 福岡県         | テレビ西日本（TNC）       | フジテレビ系列                               | 土曜 21:00 - 23:10 | 同時ネット |
| 佐賀県         | サガテレビ（STS）         | フジテレビ系列                               | 土曜 21:00 - 23:10 | 同時ネット |
| 長崎県         | テレビ長崎（KTN）         | フジテレビ系列                               | 土曜 21:00 - 23:10 | 同時ネット |
| 熊本県         | テレビくまもと（TKU）     | フジテレビ系列                               | 土曜 21:00 - 23:10 | 同時ネット |
| 鹿児島県       | 鹿児島テレビ（KTS）       | フジテレビ系列                               | 土曜 21:00 - 23:10 | 同時ネット |
| 沖縄県         | 沖縄テレビ（OTV）         | フジテレビ系列                               | 土曜 21:00 - 23:10 | 同時ネット |
| 宮崎県         | テレビ宮崎（UMK）         | フジテレビ系列 日本テレビ系列 テレビ朝日系列 | 土曜 21:00 - 23:10 | 同時ネット |
| 大分県         | テレビ大分（TOS）         | 日本テレビ系列 フジテレビ系列                | 不定期放送         | 遅れネット |

### ネット局に関する備考
- テレビ大分は前述の通り2006年9月までは同時ネットであった。また作品・内容によっては別時間に放送されたり、あるいは放送されない場合もある[注 8]。この枠で『ONE PIECE』の劇場版が放送された場合には、同作品のテレビアニメ版と同様に大分放送（TBS系列）に放映移譲されるか休止となる[注 9]。2010年代後半の一時期にはこの番組の枠で他の番組（主に劇場版映画公開が近いフジテレビ・日本テレビ製作のドラマ作品のテレビシリーズの再放送[注 10] や日本テレビ・フジテレビのスペシャル番組の遅れネット）が放送される機会が増え、不定期放送に近い状態となっていたこともあった[注 11]。
- 2010年11月7日（6日深夜）の放送（映画『バブルへGO!! タイムマシンはドラム式』）は、前座に放送していた前夜の2010年の日本シリーズの第6戦中継が最大15回まで延長。結果3時間10分（190分）といった前例のない遅れ方をし、0時10分からの放送となり、『土曜プレミアム』であるにもかかわらず、全編が日曜日未明の放送となった。この、大幅な野球中継延長は過去にも事例があり、同局が2002年に放送した『ナースのお仕事4 最終回スペシャル』では延長時間が2時間30分（150分）を上回り、8年ぶりの史上最大となった。また、視聴者から同局への苦情は寄せられなかった（理由としては地上波での放送が2回目であったことが挙げられる）。また視聴率は9%と深夜帯としては健闘した視聴率を記録した。
- 2011年10月8日の放送は、東海テレビ以外のネット局は『めちゃ×2イケてるッ!』スペシャル放送のため休止となった。一方、東海テレビは、18:30 - 20:54にナイター中継『中日×巨人』を放送したため、特例で『土曜プレミアム』を放送した[注 12]。
- フジテレビ系列局の無い青森県では、現在『土曜プレミアム』としての定期放送は無い[注 13]が、放送される作品（特にバラエティ企画）はTBS系列の青森テレビ[注 14]やテレビ朝日系列の青森朝日放送で主に週末の午後に放送される場合があるが、2024年7月以降は山口県では、TBS系列のテレビ山口で全てのバラエティ分を週末の午後に放送されている。
- 2018年4月より前倒し拡大放送（19:00開始または20:00[注 15] 開始）の場合、基本的に番組末尾6分間はローカルセールス枠のため、一部系列局ではフジテレビの放送終了時刻の6分前に飛び降りとなるが、局の編成によってはそのままフルネットで放送する場合もある。なお番組によっては前倒し拡大の場合番組冒頭6分間がローカルセールスとなる場合もある（該当部分は見どころ等の事前枠）。その場合、一部地域はフジテレビの放送開始6分後に飛び乗りとなる。
- 次番組の都合により飛び降り点、あるいは飛び乗り点は設けられずフルネットで放送される場合もある。
- 2021年8月7日の『ヴェノム』については、テレビ宮崎は当日朝から日本テレビ系列のオリンピック中継を放送したため、8月15日の15:00 - 17:10に振り替え放送された[注 16]。
- 本番組は2022年4月11日からフジテレビ系リアルタイム配信の対象番組であるが、放送回（映画中心）によっては同時配信を行わない。

## 放送時間の変遷
- 土曜日 21:00 - 22:54（2003年10月4日から2007年4月7日まで）
- 土曜日 21:00 - 23:10（2007年4月14日から）

## 放送番組

### 映画
- 踊る大捜査線シリーズ
  - 踊る大捜査線 THE MOVIE（2003年10月4日放送、2005年10月15日放送、2009年7月11日放送（21:00 - 23:30、2時間30分の拡大版）、2010年7月10日放送（21:00 - 23:30、2時間30分の拡大版）、2012年10月20日放送（21:00 - 23:30、2時間30分の拡大版）、2024年9月28日放送（21:00 - 23:30、2時間30分の拡大版））
  - 踊る大捜査線 THE MOVIE 2 レインボーブリッジを封鎖せよ!（2005年10月22日放送、2007年10月13日放送、2009年7月18日放送、2010年7月17日放送（21:00 - 23:55、2時間55分の拡大版）、2012年9月8日放送（21:00 - 23:30、2時間30分の拡大版）、2024年10月5日放送（21:00 - 23:55、2時間55分の拡大版））
  - 交渉人 真下正義（2006年10月14日放送、2012年11月3日放送（21:00 - 23:25、2時間25分の拡大版））
  - 容疑者 室井慎次（2006年10月21日放送、2007年10月20日放送、2010年7月31日放送（21:00 - 23:25、2時間25分の拡大版））
  - 踊る大捜査線 THE MOVIE3 ヤツらを解放せよ!（2012年9月15日放送（21:00 - 23:55、2時間55分の拡大版）、2024年10月12日放送（20:00 - 23:10、3時間10分の拡大版））
  - 踊る大捜査線 THE FINAL 新たなる希望（2013年10月5日放送（21:00 - 23:30、2時間30分の拡大版）、2024年11月16日放送（21:00 - 23:35、2時間35分の拡大版））[注 17]
- ジュラシック・パークシリーズ
  - ロスト・ワールド/ジュラシック・パーク（2005年12月3日放送、21:00 - 23:34、2時間34分の拡大版）
  - ジュラシック・パークIII（2006年3月11日放送）
  - ジュラシック・ワールド（2025年5月3日放送、21:00 - 23:15、2時間15分の拡大版）
  - ジュラシック・ワールド/炎の王国（2025年5月10日放送、21:00 - 23:20、2時間20分の拡大版）
  - ジュラシック・ワールド/新たなる支配者（2025年7月19日放送、21:00 - 23:40、2時間40分の拡大版）
- ローマの休日（2005年12月24日放送、21:30 - 23:24、30分繰り下げ）
- ターミネーターシリーズ
  - ターミネーター2（2006年4月8日放送（21:00 - 23:24、2時間24分の拡大版）、2008年6月28日放送（21:00 - 23:30、2時間30分の拡大版）、2009年6月13日放送、2011年6月4日放送、2019年11月16日放送）
  - ターミネーター4（2012年9月22日放送、2015年1月17日放送）
- マトリックスシリーズ
  - マトリックス リローデッド（2006年4月15日放送、21:00 - 23:34、2時間34分の拡大版）
  - マトリックス レボリューションズ（2007年2月3日放送、21:00 - 23:24、2時間24分の拡大版）
  - マトリックス（2008年12月20日放送、21:00 - 23:25、2時間25分の拡大版）
- エントラップメント（2006年4月22日放送）
- ボーン・アイデンティティー（2006年7月8日放送）
- ミッション:インポッシブルシリーズ
  - ミッション:インポッシブル（2006年7月22日放送、2008年11月15日放送）
  - M:i:III（2010年3月27日放送、21:00 - 23:20、2時間20分の拡大版）
  - ミッション:インポッシブル/ローグ・ネイション（2020年5月9日放送、2022年5月7日放送） - 全て21:00 - 23:40、2時間40分の拡大版
- 9デイズ（2006年9月2日放送）
- 電車男（2006年9月16日放送、2008年1月19日放送）
- バイオハザードシリーズ
  - バイオハザード（2006年12月23日放送）
  - バイオハザードII アポカリプス（2007年11月3日放送）
- THE 有頂天ホテル（2006年12月30日放送、2008年6月7日放送、2015年10月31日放送（19:57 - 23:10、3時間13分の拡大版））
- ナースのお仕事ザ・ムービー（2007年2月10日放送）
- ローレライ（2007年2月24日放送）
- ディープ・インパクト（2007年3月10日放送）
- ハリー・ポッターシリーズ
  - ハリー・ポッターとアズカバンの囚人（2007年3月31日放送（21:00 - 23:54、2時間54分の拡大版）、2011年7月16日放送（21:00 - 23:45、2時間45分の拡大版））
  - ハリー・ポッターと秘密の部屋（2008年3月29日放送、20:03 - 23:10、3時間7分の拡大版）
  - ハリー・ポッターと炎のゴブレット（2009年1月17日放送（20:03 - 23:10、3時間7分の拡大版）、2010年8月28日放送（21:00 - 翌0:05、3時間5分の拡大版））
- 海猿シリーズ
  - 海猿 ウミザル（2007年4月14日放送、2008年8月2日放送、2010年9月18日放送）
  - LIMIT OF LOVE 海猿（2007年4月21日放送、2008年8月9日放送（21:00 - 23:25、2時間25分の拡大版）、2010年9月25日放送（21:00 - 23:25、2時間25分の拡大版）、2012年7月7日放送）
  - THE LAST MESSAGE 海猿（2011年12月3日放送（21:00 - 23:40、2時間40分の拡大版）、2012年7月14日放送（21:00 - 23:40、2時間40分の拡大版）、2016年7月30日放送（21:00 - 23:30、2時間30分の拡大版））
- 博士の愛した数式（2007年5月19日放送）
- アイ,ロボット（2007年5月26日放送）
- 県庁の星（2007年6月9日放送、2008年5月31日放送（21:00 - 23:30、2時間30分の拡大版））
- ザ・ロック（2007年6月16日放送）
- シックス・センス（2007年7月7日放送）
- ラスト サムライ（2007年8月18日放送）
- S.W.A.T.（2007年9月8日放送）
- フラガール（2007年10月6日放送（21:00 - 23:25、2時間25分の拡大版）、2008年10月11日放送（21:00 - 23:25、2時間25分の拡大版）、2010年2月6日放送（21:25 - 23:50、2時間25分の拡大版・25分繰り下げ））
- 大奥（2007年12月22日放送、21:00 - 23:20、2時間20分の拡大版）
- バブルへGO!! タイムマシンはドラム式（2008年1月12日放送（21:00 - 23:20、2時間20分の拡大版）、2010年11月7日放送[注 18]）
- ハムナプトラシリーズ
  - ハムナプトラ/失われた砂漠の都（2008年1月26日放送、21:20 - 23:30、20分繰り下げ）
  - ハムナプトラ3 呪われた皇帝の秘宝（2010年10月9日放送）
- 星になった少年（2008年2月2日放送）
- シュガー&スパイス 風味絶佳（2008年2月9日放送、21:00 - 23:20、2時間20分の拡大版）
- それでもボクはやってない（2008年3月1日放送、21:00 - 23:40、2時間40分の拡大版）
- UDON（2008年3月15日放送、21:00 - 23:30、2時間30分の拡大版）
- TAXI NY（2008年3月22日放送）
- アンフェアシリーズ
  - アンフェア the movie（2008年4月12日放送、2009年4月18日放送、2011年9月17日放送、2013年10月19日放送、2015年9月5日放送）
  - アンフェア the answer（2013年3月2日放送、2014年2月1日放送、2015年9月12日放送）
- パイレーツ・オブ・カリビアンシリーズ
  - パイレーツ・オブ・カリビアン/呪われた海賊たち（2008年4月19日放送（21:00 - 23:30、2時間30分の拡大版）、2011年5月21日放送、2017年6月17日放送）
  - パイレーツ・オブ・カリビアン/デッドマンズ・チェスト（2017年6月24日放送）
  - パイレーツ・オブ・カリビアン/ワールド・エンド（2017年7月1日放送、21:00 - 23:40、2時間40分の拡大版）
  - パイレーツ・オブ・カリビアン/生命の泉（2017年7月8日放送）
- カンフーハッスル（2008年4月26日放送、2009年9月19日放送）
- グリーンマイル（2008年5月10日放送、21:00 - 23:50、2時間50分の拡大版）
- デイ・アフター・トゥモロー（2008年5月17日放送、2010年9月11日放送（21:15 - 23:25、15分繰り下げ））
- ゲゲゲの鬼太郎（実写版）シリーズ
  - ゲゲゲの鬼太郎（2008年7月5日放送）
  - ゲゲゲの鬼太郎 千年呪い歌（2009年8月1日放送）
- インデペンデンス・デイシリーズ
  - インデペンデンス・デイ（2008年8月30日放送、2017年6月10日放送）
    - インデペンデンス・デイ エクステンデッド版（2019年5月25日放送、20:00 - 23:10、3時間10分の拡大版）

  - インデペンデンス・デイ: リサージェンス（2020年3月21日放送、22:00 - 翌0:10（1時間繰り下げ））
- ターミナル（2008年9月6日放送、21:00 - 23:30、2時間30分の拡大版）
- スウィングガールズ（2008年11月8日放送）
- アルマゲドン（2009年1月31日放送（21:00 - 23:20、2時間20分の拡大版）、2013年10月26日放送）
- 銀色のシーズン（2009年2月14日放送）
- スター・ウォーズシリーズ
  - スター・ウォーズ エピソード3/シスの復讐（2009年2月21日放送、20:20 - 23:10、2時間50分の拡大版）
  - スター・ウォーズ エピソード2/クローンの攻撃（2009年8月29日放送、21:00 - 23:55、2時間55分の拡大版）
- ナルニア国物語シリーズ
  - ナルニア国物語/第1章: ライオンと魔女（2009年4月4日放送（21:00 - 23:20、2時間20分の拡大版）、2011年2月26日放送（21:30 - 23:40、30分繰り下げ））
  - ナルニア国物語/第3章: アスラン王と魔法の島（2015年4月25日放送）
- 少林少女（2009年4月25日放送）
- ダ・ヴィンチ・コード（2009年5月16日放送（21:00 - 23:55、2時間55分の拡大版）、2010年5月1日放送（21:00 - 23:40、2時間40分の拡大版））
- トゥルーライズ（2009年5月23日放送、21:15 - 23:25（15分繰り下げ））
- トゥームレイダー（2009年6月6日放送）
- トランスフォーマーシリーズ
  - トランスフォーマー（2009年6月20日放送（21:00 - 23:55、2時間55分の拡大版）、2018年7月14日放送）
  - トランスフォーマー/リベンジ（2011年7月30日放送（21:00 - 23:55、2時間55分の拡大版）、2018年7月21日放送）
- スピード（2009年7月4日放送）
- クライマーズ・ハイ（2009年8月8日放送、21:00 - 23:40、2時間40分の拡大版）
- 硫黄島からの手紙（2009年8月15日放送、21:00 - 23:30、2時間30分の拡大版）
- ザ・マジックアワー（2009年10月3日放送、2011年10月29日放送） - 全て21:00 - 23:55、2時間55分の拡大版
- スパイダーマンシリーズ
  - スパイダーマン（2009年10月17日放送）
  - スパイダーマン2（2010年10月16日放送）
- ボーン・アルティメイタム（2009年10月31日放送）
- HEROシリーズ
  - HERO（2007年版）（2009年12月12日放送（20:30 - 23:10、2時間40分の拡大版）、2015年7月4日放送（21:00 - 23:40、2時間40分の拡大版）、2019年1月5日放送（21:00 - 23:40、2時間40分の拡大版））
  - HERO（2015年版）（2016年12月10日放送（21:00 - 23:20、2時間20分の拡大版）[注 19]、2019年1月19日放送（21:00 - 23:25、2時間25分の拡大版）、2023年3月11日放送（21:00 - 23:20、2時間20分の拡大版））
- デトロイト・メタル・シティ（2010年1月23日放送）
- ハッピーフライト（2010年1月30日放送、2011年2月5日放送、2012年1月21日放送、2014年9月20日放送、2017年1月14日放送、2018年2月3日放送、2023年3月25日放送（21:40 - 23:50、40分繰り下げ））
- ハンサム★スーツ（2010年2月13日放送）
- オーシャンズシリーズ
  - オーシャンズ13（2010年4月24日放送、21:30 - 23:40（30分繰り下げ））
  - オーシャンズ11（2018年8月11日放送）
- チャーリーとチョコレート工場（2010年5月15日放送）
- セックス・アンド・ザ・シティ（2010年6月5日放送、21:00 - 23:20、2時間20分の拡大版）
- 鬼平犯科帳（2010年6月19日放送）
- 劒岳 点の記（2010年8月7日放送、21:00 - 23:35、2時間35分の拡大版）
- ナショナル・トレジャーシリーズ
  - ナショナル・トレジャー リンカーン暗殺者の日記（2010年8月14日放送）
  - ナショナル・トレジャー（2016年2月6日放送）
- ナイト ミュージアム（2010年9月4日放送）
- インディ・ジョーンズシリーズ
  - インディ・ジョーンズ/最後の聖戦（2011年1月15日放送、2017年11月11日放送）
  - インディ・ジョーンズ/クリスタル・スカルの王国（2012年1月14日放送、2017年11月18日放送（23:00 - 翌1:10[注 20]））
  - インディ・ジョーンズ/魔宮の伝説（2017年11月4日放送）
- ライアーゲーム ザ・ファイナルステージ（2012年3月3日放送、21:00 - 23:30、2時間30分の拡大版）
- 宇宙戦争（2011年1月22日放送、21:00 - 23:20、2時間20分の拡大版）
- のだめカンタービレシリーズ
  - のだめカンタービレ 最終楽章 前編（2011年4月16日放送、21:00 - 23:30、2時間30分の拡大版）
  - のだめカンタービレ 最終楽章 後編（2011年4月23日放送、21:00 - 23:30、2時間30分の拡大版）
- イーグル・アイ（2011年6月18日放送）
- ゴールデンスランバー（2011年10月1日放送、21:00 - 23:30、2時間30分の拡大版）
- 阪急電車 片道15分の奇跡（2012年5月5日放送）
- プリンセス トヨトミ（2012年5月12日放送、2014年12月20日放送） - 全て21:00 - 23:30、2時間30分の拡大版
- エクスペンダブルズシリーズ
  - エクスペンダブルズ（2012年10月27日放送）
  - エクスペンダブルズ3 ワールドミッション（2015年11月7日放送、21:00 - 23:20、2時間20分の拡大版）
- アリス・イン・ワンダーランド（2013年3月16日放送、21:30 - 23:40（30分繰り下げ））
- テルマエ・ロマエシリーズ
  - テルマエ・ロマエ（2013年4月20日放送（21:00 - 23:25、2時間25分の拡大版）、2014年4月26日放送、2018年1月13日放送、2023年2月11日放送）
  - テルマエ・ロマエII（2015年6月20日放送（21:00 - 23:20、2時間20分の拡大版）、2016年4月16日放送（21:00 - 23:20、2時間20分の拡大版）、2019年2月16日放送（21:00 - 23:20、2時間20分の拡大版）、2021年10月2日放送、2023年2月18日放送）
- ガリレオシリーズ
  - 容疑者Xの献身（2013年7月6日放送（21:00 - 23:25、2時間25分の拡大版）、2014年6月21日放送（21:00 - 23:35、2時間35分の拡大版）、2016年3月19日放送（21:00 - 23:20、2時間20分の拡大版）、2022年9月24日放送（21:00 - 23:25、2時間25分の拡大版）、2024年3月23日放送（21:00 - 23:25、2時間25分の拡大版））
  - 真夏の方程式（2014年6月21日放送（21:00 - 23:35、2時間35分の拡大版）、2016年3月26日放送（21:00 - 23:40、2時間40分の拡大版））
  - 沈黙のパレード（2024年3月30日放送、21:00 - 23:35、2時間35分の拡大版）
- ステキな金縛り（2013年11月9日放送（21:00 - 23:45、2時間45分の拡大版）、2015年10月24日放送（21:00 - 23:45、2時間45分の拡大版）、2019年9月14日放送（21:00 - 23:40、2時間40分の拡大版））
- 世界侵略: ロサンゼルス決戦（2013年11月16日放送、2015年5月16日放送（21:00 - 23:20、2時間20分の拡大版））
- 宇宙兄弟（2014年3月15日放送、21:00 - 23:30、2時間30分の拡大版）
- 映画 ストロベリーナイト（2014年4月12日（21:00 - 23:35、2時間35分の拡大版）、2015年5月9日放送（21:00 - 23:25、2時間25分の拡大版））
- アイアンマン（2014年5月31日放送、2015年6月27日放送、2018年4月28日放送）
- アバター（2014年10月4日放送、21:00 - 23:55、2時間55分の拡大版）
- RED/レッド（2014年10月25日放送）
- 清須会議（2014年12月6日放送（21:00 - 23:55、2時間55分の拡大版）、2019年9月21日放送（20:00 - 23:10、3時間10分の拡大版））
- そして父になる（2015年2月7日放送（21:00 - 23:30、2時間30分の拡大版）、2017年9月16日放送（21:00 - 23:30、2時間30分の拡大版）、2018年6月16日放送（21:30 - 23:40））
- ジャッジ!（2015年2月28日放送）
- カノジョは嘘を愛しすぎてる（2015年6月6日放送、22:00 - 翌0:20、2時間20分の拡大版、1時間繰り下げ）
- ナイト&デイ（2015年10月3日放送）
- ダイ・ハード3（2016年1月23日放送）
- パシフィック・リム（2016年3月5日放送）
- X-MEN2（2016年4月9日放送）
- 海街diary（2016年5月21日放送（21:00 - 23:35、2時間35分の拡大版）、2018年6月9日放送（21:00 - 23:35、2時間35分の拡大版）、2023年6月3日放送）
- 大脱出（2016年9月24日放送）
- 天使と悪魔（2016年10月29日放送、21:00 - 23:30、2時間30分の拡大版）
- REDリターンズ（2017年1月28日放送）
- ワールド・ウォーZ（2017年2月11日放送）
- マイノリティ・リポート（2017年6月3日放送）
- エイプリルフールズ（2017年10月21日放送、2019年5月4日放送）
- レイダース/失われたアーク《聖櫃》（2017年10月28日放送）
- マン・オブ・スティール（2017年12月9日放送、21:30 - 翌0:00、2時間25分の拡大版、30分繰り下げ）
- 本能寺ホテル（2018年2月10日放送、21:00 - 23:25、2時間25分の拡大版）
- キング・オブ・エジプト（2018年3月3日放送）
- フライト・ゲーム（2018年3月17日放送）
- 帝一の國（2018年4月21日放送、21:00 - 23:25、2時間25分の拡大版）
- ホワイトハウス・ダウン（2018年7月7日放送）
- ジャックと天空の巨人（2018年10月6日放送）
- 三度目の殺人（2018年10月13日放送、2019年10月26日放送） - 全て21:00 - 23:30、2時間30分の拡大版
- ミックス。（2018年10月20日放送（21:00 - 23:25、2時間25分の拡大版）、2019年5月11日放送）
- ターザン:REBORN（2019年3月2日放送）
- インフェルノ（2019年3月9日放送、21:00 - 23:30、2時間30分の拡大版）
- ワイルド・スピードシリーズ
  - ワイルド・スピード MEGA MAX（2019年7月6日放送）
  - ワイルド・スピード SKY MISSION（2020年4月25日放送、21:00 - 23:30、2時間30分の拡大版）
  - ワイルド・スピード EURO MISSION（2021年7月17日放送）
  - ワイルド・スピード ICE BREAK（2024年4月6日放送）
  - ワイルド・スピード/スーパーコンボ（2024年7月6日放送）
- 万引き家族（2019年7月20日放送、2022年6月11日放送） - 全て21:00 - 23:30、2時間30分の拡大版
- ダークナイト（2019年9月28日放送）
- マイ・インターン（2019年10月5日放送）
- 劇場版 コード・ブルー -ドクターヘリ緊急救命-（2019年12月7日放送（20:00 - 23:10、3時間10分の拡大版）、2022年7月23日放送（21:00 - 23:40、2時間40分の拡大版））
- 翔んで埼玉シリーズ
  - 翔んで埼玉（2020年2月8日放送（21:00 - 23:20、2時間20分の拡大版）、2022年10月1日放送（21:00 - 23:15、2時間15分の拡大版）、2023年11月18日放送（21:00 - 23:15、2時間15分の拡大版））
  - 翔んで埼玉 〜琵琶湖より愛をこめて〜（2025年2月8日放送、21:00 - 23:30、2時間30分の拡大版）
- ランペイジ 巨獣大乱闘（2020年2月29日放送）
- トレイン・ミッション（2020年4月11日放送）
- 今夜、ロマンス劇場で（2020年5月16日放送、21:00 - 23:15、2時間15分の拡大版）
- ジャングル・ブック（2020年6月6日放送）
- ゴジラシリーズ
  - GODZILLA ゴジラ（2020年6月20日放送）
  - キングコング:髑髏島の巨神（2020年6月27日放送）
  - ゴジラ キング・オブ・モンスターズ（2021年5月29日放送、21:00 - 23:40、2時間40分の拡大版）
- コンフィデンスマンJPシリーズ
  - コンフィデンスマンJP -ロマンス編-（2020年7月18日放送（21:00 - 23:30、2時間30分の拡大版）、2022年1月8日放送）
  - コンフィデンスマンJP -プリンセス編-（2022年1月15日放送（21:00 - 23:40、2時間40分の拡大版）、2024年12月28日（21:00 - 23:25、2時間25分の拡大版[2]））
- MEG ザ・モンスター（2020年8月8日放送）
- マッドマックス 怒りのデス・ロード（2020年9月12日放送）
- オリエント急行殺人事件（2020年10月3日放送）
- スカイスクレイパー（2020年12月19日放送）
- 記憶にございません!（2021年1月9日放送（21:00 - 23:40、2時間40分の拡大版）、2024年9月14日放送（21:00 - 23:30、2時間30分の拡大版））
- ヲタクに恋は難しい（2021年2月13日放送（21:00 - 23:20、2時間20分の拡大版）、2023年9月16日放送）
- ジオストーム（2021年5月15日放送）
- ゴーストバスターズ（2021年6月12日放送、21:00 - 23:40、2時間40分の拡大版）
- アクアマン（2021年7月3日放送）
- ハドソン川の奇跡（2021年7月31日放送）
- ヴェノム（2021年8月7日放送）
- マスカレード・ホテル（2021年9月18日放送、21:00 - 23:40、2時間40分の拡大版）
- 土竜の唄 香港狂騒曲（2021年11月13日放送、21:00 - 23:25、2時間25分の拡大版）
- トップガン（2021年11月20日放送、22:05 - 翌0:15（1時間5分繰り下げ））
- 約束のネバーランド（2022年4月2日放送、21:00 - 23:25、2時間25分の拡大版）
- ジュマンジ/ネクスト・レベル（2022年4月30日放送、21:00 - 23:25、2時間25分の拡大版）
- E.T.（2022年5月14日放送）
- バック・トゥ・ザ・フューチャーシリーズ
  - バック・トゥ・ザ・フューチャー（2022年7月2日放送、21:00 - 23:20、2時間20分の拡大版）
  - バック・トゥ・ザ・フューチャー PART2（2022年7月9日放送）
  - バック・トゥ・ザ・フューチャー PART3（2022年7月16日放送）
- 東京リベンジャーズシリーズ
  - 東京リベンジャーズ（2022年7月30日放送、2023年4月15日放送） - 全て21:00 - 23:30、2時間30分の拡大版
  - 東京リベンジャーズ2 血のハロウィン編 -運命-（2025年1月18日放送）
  - 東京リベンジャーズ2 血のハロウィン編 -決戦-（2025年1月25日放送）
- タイタニック（2023年6月24日放送（前編）、2023年7月1日放送（後編））
- 映画 イチケイのカラス（2024年1月6日放送、21:00 - 23:40、2時間40分の拡大版）
- アラジン（2024年11月30日放送、21:00 - 23:30、2時間30分の拡大版）
- ミステリと言う勿れ（2025年1月4日放送、21:00 - 23:40、2時間40分の拡大版[2]）
- 映画 謎解きはディナーのあとで（2025年3月29日放送、21:00 - 23:40、2時間40分の拡大版）
- 信長協奏曲（2025年6月7日放送）

### ドラマ・時代劇
- 太閤記 サルと呼ばれた男（2003年12月27日放送）平均視聴率20.2%
- Dr.コトー診療所2004 後編（2004年11月13日放送）※前日（同年11月12日）放送の前編と合わせて、2夜連続で放送。
- スタートライン〜涙のスプリンター〜（2005年12月17日放送）
- キッチン・ウォーズ（2006年2月25日放送、味の素の一社提供）
- 電車男DELUXE最後の聖戦（2006年9月23日放送）平均視聴率26.7%
- 仕掛人 藤枝梅安（2006年11月4日放送）
- アテンションプリーズスペシャル ハワイ・ホノルル編（2007年1月13日放送）平均視聴率17.2%
- 新美味しんぼ（2007年1月20日放送）
  - 新美味しんぼ2（2007年11月17日放送）平均視聴率11.1%
  - 新・美味しんぼ3 海原雄山VS究極七人のサムライ!（2009年11月14日放送）
- 踊る大捜査線（かつては火曜21:00 - 21:54枠でレギュラー放送されていた。）
  - 踊るレジェンドスペシャルプロジェクト10周年記念企画「警護官 内田晋三」（2007年1月27日放送）
  - 踊る大捜査線 THE LAST TV サラリーマン刑事と最後の難事件（2012年9月1日放送）
- AJINOMOTO Presents ママが料理をつくる理由（2007年3月3日放送、味の素の一社提供）
- 人と動物、愛のドラマスペシャル『太郎と次郎〜反省ザルとボクの夢〜』（2007年3月17日放送、主演：坂口憲二）
- LIAR GAME 最終回3時間スペシャル（2007年6月23日放送、主演：戸田恵梨香）平均視聴率13.4%
- 島根の弁護士（2007年7月14日）平均視聴率9.6%
- 千の風になって ドラマスペシャル
  - 『ゾウのはな子』（2007年8月4日放送）平均視聴率11.8%
  - 『はだしのゲン後編』第二夜（2007年8月11日放送）平均視聴率20.4% ※前日（同年8月10日）放送の前編と合わせて、2夜連続で放送。
  - 『なでしこ隊〜少女達が見た特攻隊・封印された23日間〜』（2008年9月20日放送）
- 裸の大将〜放浪の虫が動き出したので〜（2007年9月1日放送）平均視聴率18.4%
  - 裸の大将宮崎編〜宮崎の鬼が笑うので〜（2008年5月24日放送）平均視聴率11.3%
  - 裸の大将富士の国・山梨編〜富士山にニセモノが現れたので〜（2008年10月18日放送）
  - 裸の大将火の国・熊本篇〜女心が噴火するので〜（2009年10月24日放送）
- 出るトコ出ましょ!（2007年9月22日放送）平均視聴率12.9%
- しゃばけシリーズ
  - 第1弾「しゃばけ」（2007年11月24日放送）平均視聴率14.4%
  - 第2弾「うそうそ」（2008年11月29日放送）
- のだめカンタービレinヨーロッパ第二夜（2008年1月5日放送、21:00 - 23:30、2時間30分の拡大版）平均視聴率21.0%
  - ドラマレジェンドスペシャル「のだめカンタービレinヨーロッパ・第2夜」（2009年12月19日放送、21:00 - 23:30、2時間30分の拡大版）
- 熱血教師SP第2夜『夢の見つけ方教えたる!』（2008年3月8日放送）平均視聴率14.6%
  - 熱血教師SP第2夜「夢の見つけ方教えたる!2」（2010年3月13日放送）
- SPスペシャルアンコール特別編（2008年4月5日放送）
- 第二回感動ノンフィクション大賞受賞作品 スペシャルドラマ『愛馬物語』（2008年5月3日放送）
- ドラマレジェンドスペシャル古畑任三郎ファイナル「ラストダンス」（2008年6月14日放送）
- ホームレス中学生（2008年7月12日放送、21:00 - 23:25、2時間25分の拡大版）
- ありがとう!チャンピイ〜日本初の盲導犬誕生物語〜（2008年9月13日放送）
- ガリレオ（かつては月曜21:00 - 21:54枠でレギュラー放送されていた。）
  - ガリレオΦ（2008年10月4日放送）
  - ガリレオ 禁断の魔術（2022年9月17日放送）
- 我はゴッホになる! 〜愛を彫った男・棟方志功とその妻〜（2008年10月25日放送）
- コード・ブルー -ドクターヘリ緊急救命-（かつては木曜22:00 - 22:54枠（第1シリーズ）、月曜21:00 - 21:54枠（第2・第3シリーズ）でレギュラー放送されていた。）
  - コード・ブルー -ヘリ緊急救命- 新春スペシャル（2009年1月10日放送）
  - コード・ブルー 特別編 -もう一つの戦場-（2018年7月28日放送）
- 誰も守れない（2009年1月24日放送）
- 上地雄輔物語ひまわり物語〜家族・親友・彼女…誰も知らない素顔初公開!（2009年3月14日放送）
- 松本清張生誕100年記念作品「駅路」（2009年4月11日放送）
- シバトラ〜童顔刑事!史上最大の危機スペシャル〜（2009年5月9日放送）
  - シバトラ〜さらば、童顔刑事〜（2010年5月22日放送）
- 裁判員制度ドラマSP「サマヨイザクラ」（2009年5月30日放送）
- 戦場のメロディ 〜108人の日本人兵士の命を救った奇跡の歌〜（2009年9月12日放送）
- フジテレビ開局50周年記念特別番組 「探そう!ニッポン人の忘れもの第2夜“家族”の忘れもの ハッピーバースデー」（2009年11月21日放送）
- ドラマレジェンドスペシャル「HERO」（2009年11月28日放送（21:00 - 23:20、2時間20分の拡大版）、2015年8月1日放送（21:30 - 23:40））
- 新春スペシャルドラマ「最後の約束」（2010年1月9日放送）
- 阪神・淡路大震災から15年 神戸新聞の7日間 〜命と向き合った被災記者たちの闘い〜（2010年1月16日放送）
- 佐賀のがばいばあちゃん2（2010年2月20日放送）
- のだめカンタービレ 最終楽章 前編 特別版（2010年3月17日放送）
- 刑事・鳴沢了〜東京テロ、史上最悪の24時間〜（2010年5月29日放送）
- ストロベリーナイト（2010年11月13日放送）
- 2夜連続 松本清張スペシャル「球形の荒野-後編-」（2010年11月27日放送）
- Pre Episode VI SP 革命前日（2011年3月5日放送）
- 2夜連続 浅見光彦シリーズ 第40弾 「棄霊島」（後編）（2011年5月7日放送）
- 世にも奇妙な物語（かつては木曜20:00 - 20:54枠でレギュラー放送されていた。現在は不定期放送で継続。）
  - 世にも奇妙な物語 21世紀 21年目の特別編（2011年5月14日放送）
  - 世にも奇妙な物語 2011年 秋の特別編（2011年11月26日放送）
  - 世にも奇妙な物語 2012年 春の特別編（2012年4月21日放送）
  - 世にも奇妙な物語 2012年 秋の特別編（2012年10月6日放送）
  - 世にも奇妙な物語 2013年 春の特別編（2013年5月11日放送）
  - 世にも奇妙な物語 2013年 秋の特別編（2013年10月12日放送）
  - 世にも奇妙な物語 2014年 春の特別編（2014年4月5日放送）
  - 世にも奇妙な物語 2014年 秋の特別編（2014年10月18日放送）
  - 世にも奇妙な物語 25周年スペシャル・春 〜人気マンガ家競演編〜（2015年4月11日放送）
  - 世にも奇妙な物語 25周年記念! 秋の2週連続SP 傑作復活編（2015年11月21日放送、21:00 - 23:20、2時間20分の拡大版）
  - 世にも奇妙な物語 25周年記念! 秋の2週連続SP 映画監督編（2015年11月28日放送、21:00 - 23:20、2時間20分の拡大版）
  - 世にも奇妙な物語 2016年 春の特別編（2016年5月28日放送）
  - 世にも奇妙な物語 秋の特別編（2016年10月8日放送）
  - 世にも奇妙な物語 春の特別編（2017年4月29日放送）
  - 世にも奇妙な物語 秋の特別編（2017年10月14日放送）
  - 世にも奇妙な物語 春の特別編（2018年5月12日放送）
  - 世にも奇妙な物語 秋の特別編（2018年11月10日放送）
  - 世にも奇妙な物語 雨の特別編（2019年6月8日放送）
  - 世にも奇妙な物語 秋の特別編（2019年11月9日放送）
  - 世にも奇妙な物語 夏の特別編（2020年7月11日放送）
  - 世にも奇妙な物語 秋の特別編（2020年11月14日放送）
  - 世にも奇妙な物語 夏の特別編（2021年6月26日放送）
  - 世にも奇妙な物語 秋の特別編（2021年11月6日放送）
  - 世にも奇妙な物語 夏の特別編（2022年6月18日放送）
  - 世にも奇妙な物語 秋の特別編（2022年11月12日放送）
  - 世にも奇妙な物語 夏の特別編（2023年6月17日放送）
  - 世にも奇妙な物語 秋の特別編（2023年11月11日放送）
  - 世にも奇妙な物語 夏の特別編（2024年6月8日放送）
  - 世にも奇妙な物語 冬の特別編（2024年12月14日放送）
  - 世にも奇妙な物語 35周年SP～伝説の名作 一夜限りの復活編～（2025年5月31日放送）
- 終戦記念特別番組「最後の絆〜沖縄 引き裂かれた兄弟〜」（2011年8月13日放送）
- ほんとにあった怖い話（かつては土曜19:00 - 19:57枠→月曜19:00 - 19:54枠でレギュラー放送されていた。現在は不定期放送で継続。）
  - ほんとにあった怖い話 夏の特別編2011（2011年9月3日放送）
  - ほんとにあった怖い話 夏の特別編2012（2012年8月18日放送）
  - ほんとにあった怖い話 夏の特別編（2013年8月17日放送）
  - ほんとにあった怖い話 15周年スペシャル（2014年8月16日放送）
  - ほんとにあった怖い話 夏の特別編2015（2015年8月29日放送）
  - ほんとにあった怖い話 夏の特別編2016（2016年8月20日放送）
  - ほんとにあった怖い話 夏の特別編2017（2017年8月19日放送）
  - ほんとにあった怖い話 夏の特別編2018（2018年8月18日放送）
  - ほんとにあった怖い話 20周年スペシャル（2019年10月12日放送）
  - ほんとにあった怖い話 2020特別編（2020年10月31日放送）
  - ほんとにあった怖い話 2021特別編（2021年10月23日放送）
  - ほんとにあった怖い話 夏の特別編2022（2022年8月20日放送）
  - ほんとにあった怖い話 夏の特別編2023（2023年8月19日放送）
  - ほんとにあった怖い話 25周年スペシャル（2024年8月17日放送）
  - ほんとにあった怖い話 夏の特別編2025（2025年8月16日放送予定）
- 一休さん（2012年6月30日放送）
- 積木くずし 最終章 第2夜（2012年11月24日放送）
- 大型ミステリー特別企画 再会（2012年12月8日放送、21:00 - 23:30、2時間30分の拡大版）
- リーガル・ハイ（かつては火曜21:00 - 21:54枠（第1シリーズ）、水曜22:00 - 22:54枠（第2シリーズ）でレギュラー放送されていた。）
  - リーガル・ハイ（2013年4月13日放送）
  - リーガルハイSP（2014年11月22日放送）
- 最高の離婚Special（2014年2月8日放送、21:00 - 23:25、2時間25分の拡大版）
- 星新一ミステリーSP（2014年2月15日放送）
- 「黄金のバンタム」を破った男〜ファイティング原田物語〜（2014年2月22日放送）
- アウトバーン マル暴の女刑事・八神瑛子（2014年8月9日放送）
- フジテレビ開局55周年記念スペシャルドラマ 東京にオリンピックを呼んだ男（2014年10月11日放送、21:00 - 23:55、2時間55分の拡大版）
- ナースのお仕事（かつては火曜21:00 - 21:54枠でレギュラー放送されていた。）
  - ナースのお仕事 再会編（2014年11月1日放送）※前日（同年10月31日）放送の『ナースのお仕事 離島編』（『赤と黒のゲキジョー』枠）と合わせて、2夜連続で放送。
- 新ナニワ金融道（2015年1月24日放送）
- 天才探偵ミタライ〜難解事件ファイル「傘を折る女」〜（2015年3月7日放送）
- 容疑者は8人の人気芸人（2015年4月18日放送）
- 一千兆円の身代金（2015年10月17日放送）
- モンタージュ〜三億円事件奇譚〜前編（2016年6月25日放送）※翌日（同年6月26日）放送の後編（21:00 - 23:09）と合わせて、2夜連続で放送。
- 特命指揮官 郷間彩香（2016年10月22日放送）
- 鬼平犯科帳FINAL 第2夜（2016年12月3日放送）※前日（同年12月2日）放送の第1夜（21:00 - 22:52）と合わせて、2夜連続で放送。
- 山崎豊子ドラマスペシャル 女の勲章第1夜（2017年4月15日放送、21:00 - 23:25、2時間25分の拡大版）※翌日（同年4月16日）放送の第2夜（21:00 - 23:24）と合わせて、2夜連続で放送。
- ドラマミステリーズ 〜カリスマ書店員が選ぶ珠玉の一冊〜（2017年4月22日放送）
- 眠狂四郎 The Final（2018年2月17日放送）
- 黒井戸殺し（2018年4月14日放送、19:57 - 23:10、3時間13分の拡大版）
- コンフィデンスマンJP 運勢編（2019年5月18日放送）
- 悪魔の手毬唄〜金田一耕助、ふたたび〜（2019年12月21日放送）[注 21]
- フジテレビ開局60周年特別企画『教場』第一夜（2020年1月4日放送）※翌日（同年1月5日）放送の第二夜（21:00 - 23:24）と合わせて、2夜連続で放送。
- 4つの不思議なストーリー〜超常ミステリードラマSP（2020年12月26日放送、21:35 - 23:45[注 22]）
- 死との約束（2021年3月6日放送、21:00 - 23:40、2時間40分の拡大版）
- 北の国から '87初恋（田中邦衛追悼特別番組 2021年4月3日放送）
- イチケイのカラススペシャル（2023年1月14日放送）
- ミステリと言う勿れスペシャル（2023年9月9日放送、21:00 - 23:25、2時間25分の拡大版）
- PICU 小児集中治療室スペシャル2024（2024年4月13日放送）
- 心はロンリー気持ちは「…」FINAL（2024年4月27日放送、21:00 - 23:40、2時間40分の拡大版）[注 23]

### バラエティ・音楽
- 世界の絶景100選（不定期放送）
- タモリの未来予測TV（2004年2月21日放送、21:00 - 23:24、2時間24分の拡大版）
- たけしの日本教育白書
  - たけしの日本教育白書（2005年11月12日放送、2006年11月11日放送、2007年10月27日放送）
  - たけしの新・教育白書〜「学び」って楽しいぞSP（2010年11月20日放送）
- 中居正広の(生)スーパードラマフェスティバル（2006年1月7日放送、2007年1月6日放送）
- 森田一義アワー 笑っていいとも!（当時平日12:00-13:00枠でレギュラー放送されていた時のゴールデンタイム・プライムタイムでの拡大版）
  - 笑っていいとも!2006秋の祭典スペシャル（2006年10月7日放送、21:00 - 23:24、2時間24分の拡大版）
- トリビアの泉 〜素晴らしきムダ知識〜（かつては火曜1:40 - 2:10枠→水曜21:00 - 21:54枠でレギュラー放送されていた。）
  - トリビアの泉 今夜復活踊る大へぇへぇ祭り!!（2007年1月27日放送）
  - トリビアの泉〜無駄無駄無駄無駄ァ!ムダ知識大放出SP（2007年5月12日放送）
  - トリビアの泉 へぇへぇの種で大満開 久しぶりにやったらギネスまでとっちゃったよSP（2010年2月27日放送）
- 日本偉人大賞2007 〜歴史を越えた超エライ人SP〜（2007年4月7日放送）
- 人志松本のすべらない話（不定期放送）
  - 人志松本のすべらない話 ザ・ゴールデンSP（2007年6月2日放送）
  - 人志松本のすべらない話 ザ・ゴールデンSP2（2007年12月29日放送）
  - 人志松本のすべらない話 ザ・ゴールデンSP3（2008年6月21日放送）
  - 人志松本のすべらない話 ザ・ゴールデンSP4（2008年12月27日放送、21:30 - 23:40）
  - 人志松本のすべらない話 ザ・ゴールデンSP5（2009年6月27日放送）
  - 人志松本のすべらない話 ザ・大傑作選（2009年11月7日放送、21:40 - 23:50）
  - 人志松本のすべらない話 5周年記念 夢のオールスター戦 歴代MVP全員集合スペシャル（2009年12月26日放送、21:15 - 23:25）
  - 人志松本のすべらない話 お前ら、やれんのか!!史上最多初参戦9人!!スペシャル（2010年6月26日放送）
  - 人志松本のすべらない話 Merry Christmas!聖夜スペシャル（2010年12月25日放送、21:15 - 23:25）
  - 人志松本のすべらない話 ザ・大傑作選!!（2011年4月2日放送、21:00 - 23:55、2時間55分の拡大版）
  - 人志松本のすべらない話 第20回記念大会（2011年6月25日放送）
  - 人志松本のすべらない話（2012年6月23日放送）
  - 人志松本のすべらない話 歳末大感謝祭（2012年12月29日放送）
  - 人志松本のすべらない話（2013年6月29日放送）
  - 人志松本のすべらない話 10周年突入! MVS全員集合（2014年1月11日放送）
  - 人志松本のすべらない話 10周年スペシャル（2014年6月28日放送）
  - 人志松本のすべらない話 The 10thyear finalstage（2015年1月10日放送）
  - 人志松本のすべらない話 珠玉の10話とその後の話SP（2015年3月14日放送）
  - 人志松本のすべらない話（2015年7月11日放送）
  - 人志松本のすべらない話（2016年1月9日放送）
  - 人志松本のすべらない話 第30回記念大会（2016年7月9日放送）
  - 人志松本のすべらない話（2017年1月7日放送）
  - 人志松本のすべらない話（2018年1月20日放送）
  - 人志松本のすべらない話（2019年1月12日放送）
  - 人志松本のすべらない話（2019年7月27日放送）
  - 人志松本のすべらない話（2020年1月11日放送）
  - 人志松本のすべらない話 ザ・ベスト（2020年5月30日放送）
  - 人志松本のすべらない話（2021年1月23日放送）
  - 人志松本のすべらない話（2022年1月29日放送）
- 人志松本の○○な話（当時火曜23:00 - 23:30枠にレギュラー放送されていた時のゴールデンタイム・プライムタイムでの拡大版、以降は土曜19:00 - 19:57枠→金曜23:00 - 23:30枠にレギュラー放送された）
  - 人志松本の○○な話 1周年記念絶対に為になる話スペシャル（2010年3月6日放送）
- (株)世界衝撃映像社（2010年7月3日放送、2011年8月27日放送、2012年3月17日放送）
- さんま&くりぃむの芸能界㊙個人情報グランプリ（2010年8月21日放送、2011年2月12日放送、2011年5月28日放送、2011年10月15日放送、2012年2月4日放送、2012年6月2日放送、2012年11月10日放送、2013年3月23日放送、2013年8月10日放送、2013年11月30日放送、2014年4月19日放送、2014年8月2日放送）
- IPPONグランプリ（2011年6月11日放送、2011年10月22日放送、2012年4月7日放送、2012年11月17日放送、2013年5月25日放送、2013年11月23日放送、2014年5月24日放送、2014年11月8日放送、2015年5月23日放送、2015年11月14日放送、2016年6月11日放送、2016年11月19日放送、2017年5月13日放送、2017年12月2日放送、2018年3月10日放送、2018年12月15日放送、2019年4月20日放送、2019年11月30日放送、2020年6月13日放送、2020年12月5日放送、2021年5月22日放送、2021年12月4日放送、2022年5月21日放送、2023年5月13日放送、2024年2月3日放送）
- ジャンクSPORTS（過去に火曜23:00 - 23:30（バラパラ）枠→日曜19:58 - 20:54枠でレギュラー放送されていた。以後は不定期放送を経て、現在は日曜19:00 - 20:00枠→土曜17:00 - 17:30枠にてレギュラー放送で継続）
  - 新ジャンクSPORTS トーク復活祭!（2011年11月12日放送）
  - ジャンクSPORTS 2014 SP（2014年5月10日放送）
  - ジャンクSPORTS 日本スポーツ界の主役は私だ!SP（2014年9月13日放送）
  - ジャンクSPORTS シーズン到来!活躍間違いなしアスリートSP!（2015年3月21日放送）
  - ジャンクSPORTS 相撲女子も熱狂!角界の頂点にいる関取はこんなにすごいんだぞSP!（2015年5月2日放送）
- 爆笑そっくりものまね紅白歌合戦スペシャル（2012年3月24日放送（18:30 - 23:10、4時間40分の拡大版）、2020年5月2日放送、2020年9月19日放送、2021年5月8日放送、2021年9月11日放送（21:20 - 23:30）、2022年4月23日放送、2022年10月15日放送、2023年5月6日放送、2023年10月7日放送（21:10 - 23:20[注 24]）、2024年6月15日放送、2024年10月26日放送、2025年4月19日放送） - かつては同番組の司会の今田耕司が『炎の体育会TV』『オールスター感謝祭』（TBS）出演により、主に『金曜プレミアム』枠などで不定期放送されていた。過去には、当番組枠や『カスペ!』枠で不定期放送されていた。
- 芸能界特技王決定戦 TEPPEN（一時期『金曜プレミアム』枠で不定期放送されていた）
  - 芸能界特技王決定戦 TEPPEN（2012年1月7日放送、21:00 - 23:55、2時間55分の拡大版）
  - 芸能界特技王決定戦 TEPPEN（2012年6月16日放送）
  - 芸能界特技王決定戦 TEPPEN2013冬（2013年1月5日放送、21:00 - 23:55、2時間55分の拡大版）
  - 芸能界特技王決定戦 TEPPEN（2013年6月1日放送）
  - 芸能界特技王決定戦 TEPPEN2014冬（2014年1月4日放送）
  - 芸能界特技王決定戦 TEPPEN（2014年7月5日放送）
  - 芸能界特技王決定戦 TEPPEN2014秋（2014年9月27日放送）
  - 芸能界特技王決定戦 TEPPEN2020冬（2020年1月25日放送）
  - 芸能界特技王決定戦 TEPPEN2020秋（2020年9月26日放送）
  - 芸能界特技王決定戦 TEPPEN2021冬（2021年1月30日放送）
  - 芸能界特技王決定戦 TEPPEN2021秋（2021年10月9日放送）
  - 芸能界特技王決定戦 TEPPEN2022冬（2022年2月5日放送）
  - 芸能界特技王決定戦 TEPPEN2022秋（2022年10月22日放送、22:35 - 翌0:45[注 25]）
  - 芸能界特技王決定戦 TEPPEN2023冬（2023年2月4日放送）
  - 芸能界特技王決定戦 TEPPEN2023夏（2023年8月12日放送）
  - 芸能界特技王決定戦 TEPPEN2024冬（2024年1月13日放送）
  - 芸能界特技王決定戦 TEPPEN2024夏（2024年8月10日放送）
  - 芸能界特技王決定戦 TEPPEN2025冬（2025年2月15日放送）
- たけしのニッポン人白書（2012年2月25日放送）
- 爆笑レッドカーペット（かつて『発掘!あるある大事典』のつなぎ番組で放送され、水曜22:00 - 22:54枠→土曜19:00 - 19:57枠→日曜19:58 - 20:54枠でレギュラー放送されていた）
  - 爆生レッドカーペット（2012年2月18日放送、2012年4月14日放送、2012年5月26日放送、2012年7月28日放送、2012年10月13日放送）※いずれも生放送
  - 爆笑レッドカーペット（2013年4月27日放送）
- ドリームオファー（2012年4月28日放送、2012年12月1日放送、2013年12月14日放送）
- 戦闘中（2012年5月19日放送）
- ブレインワールドカップ 知力世界No.1大学決定戦（2012年8月4日放送（21:45 - 23:55）、2013年7月27日放送（22:00 - 翌0:10））
- AKB48選抜総選挙[注 26]
  - 特別企画AKB48第5回選抜総選挙生放送SP（2013年6月8日放送、19:00 - 23:10、4時間10分の拡大版[注 27]）
  - 特別企画AKB48第6回選抜総選挙生放送SP（2014年6月7日放送、19:00 - 23:10、4時間10分の拡大版[注 27]）
- 有吉の夏休み
  - 有吉の夏休み 密着100時間（2013年9月7日放送）
  - 有吉の夏休み2014 密着100時間inハワイ（2014年9月6日放送）
  - 有吉の夏休み2015 密着100時間inハワイFINAL!（2015年9月19日放送）
  - 有吉の夏休み2016 密着100時間inハワイ（2016年9月3日放送）
  - 有吉の夏休み2017 密着77時間inハワイ（2017年9月2日放送）
  - 有吉の夏休み2018 密着120時間inハワイ（2018年9月1日放送、19:57 - 23:10、3時間13分の拡大版）
  - 有吉の夏休み2019 密着77時間inハワイ（2019年9月7日放送）
  - 有吉の夏休み2020（2020年9月5日放送）
  - 有吉の夏休み2021 密着77時間（2021年9月4日放送）
  - 有吉の夏休み2022 密着77時間 in 北海道富良野（2022年9月3日放送）
  - 有吉の夏休み2023 密着77時間 in hawaii（2023年9月2日放送）
  - 有吉の夏休み2024 密着77時間inハワイ（2024年9月7日放送）
- FNS名曲の祭典 秘蔵映像で振り返る55年 -NO MUSIC, NO TV.-（2013年11月2日放送、19:00 - 23:10、4時間10分の拡大版）
- ものまね王座決定戦（かつては『火曜ワイドスペシャル』枠等で放送されていた。現在は年末に年1回放送されている）
  - 最強トーナメント2013 ものまね王座大決定戦 新王者誕生スペシャル!!（2013年12月28日放送、19:00 - 23:10、4時間10分の拡大版）
  - 日本一のものまね王者が今夜決定!ものまね王座決定戦（2023年11月25日放送、2024年11月23日放送）
- 本当にスゴい実話（2014年5月3日放送）
- とんねるず×さまぁ〜ずの一文無しジャーニー2×2（2014年7月19日放送） - ただし、第1回、第2回は『カスペ!』枠で放送。
- ロボファイター（2015年2月14日放送、21:50-翌0:00）
- 中居正広の終活って何なの!?〜僕はこうして死にたい〜
  - 中居正広の「終活」って何なの!?〜僕はこうして死にたい〜（2015年2月21日放送）
  - 中居正広の「終活」って何なの!?〜僕はこうして死にたい〜2016（2016年4月30日放送）
- ENGEIグランドスラム（不定期放送） - ただし、2回目は2015年7月12日（日曜日）に放送
  - ENGEIグランドスラム（2015年5月30日放送）
  - ENGEIグランドスラム（2015年9月26日放送、19:57 - 23:10、3時間13分の拡大版）
  - ENGEIグランドスラム（2016年2月13日放送、19:57 - 23:25、3時間28分の拡大版）
  - ENGEIグランドスラム（2016年5月7日放送、19:57 - 23:10、3時間13分の拡大版）
  - ENGEIグランドスラム（2016年9月17日放送、19:00 - 23:10、4時間10分の拡大版）
  - ENGEIグランドスラム（2017年2月25日放送、19:00 - 23:10、4時間10分の拡大版）
  - ENGEIグランドスラム（2017年5月6日放送、19:00 - 23:10、4時間10分の拡大版）
  - ENGEIグランドスラム（2017年9月23日放送、19:00 - 23:10、4時間10分の拡大版）
  - ENGEIグランドスラム（2018年4月7日放送、19:00 - 23:10、4時間10分の拡大版）
  - ENGEIグランドスラムLIVE（2018年9月29日放送、19:57 - 23:10、3時間13分の拡大版）※生放送
  - ENGEIグランドスラムLIVE（2019年3月30日放送、19:00 - 23:10、4時間10分の拡大版）※生放送
  - ENGEIグランドスラムLIVE（2019年8月17日放送、19:00 - 23:10、4時間10分の拡大版）※生放送
  - ENGEIグランドスラム 今こそ笑いで乗り切ろうSP（2020年3月28日放送）
  - ENGEIグランドスラム リモート〜離れていても心は一つSP〜（2020年5月23日放送）
  - ENGEIグランドスラム 〜笑いっぱなしの豪華4時間SP!〜（2021年2月20日放送、19:00 - 23:10、4時間10分の拡大版）
  - ENGEIグランドスラム 〜GWは笑って過ごそうSP〜（2021年5月1日放送）
  - ENGEIグランドスラム 〜笑いっぱなしの豪華4時間SP!〜（2022年2月26日放送、19:00 - 23:10、4時間10分の拡大版）
  - ENGEIグランドスラム 〜笑いっぱなしの2時間超SP!〜（2022年5月28日放送）
  - ENGEIグランドスラム（2023年3月4日放送）※生放送
  - ENGEIグランドスラム 芸人もお笑いで世界制覇するぞSP（2023年9月23日放送、21:30 - 23:40[注 28]）
  - ENGEIグランドスラム（2024年3月9日放送）※生放送
  - ENGEIグランドスラム（2024年9月21日放送）
  - ENGEIグランドスラム（2025年3月8日放送）※生放送
  - ENGEIグランドスラム（2025年8月2日放送）※生放送
- ノリタケ・フミヤ・ヒロミが行く! キャンピングカー合宿〜出会い・ふれあい・幸せ旅〜（2015年6月13日放送） - ただし、2回目は2016年6月12日（日曜日）に『日曜ファミリア』枠で放送。
- HERO THE TV[注 29]（2015年7月18日放送）
- なるほど!ザ・ワールド（過去に火曜21:00 - 21:54枠でレギュラー放送されていた）
  - なるほど!ザ・ワールド2015秋（2015年10月10日放送）
  - なるほど!ザ・ワールド 世界の絶景スペシャル（2017年4月8日放送、21:00 - 23:40、2時間40分の拡大版）
- THEミッション（2016年1月16日放送、19:57 - 23:10、3時間13分の拡大版）
- 有名人ギャップ大賞（2016年1月30日放送） - ただし、2回目は2016年10月12日（水曜日）に放送。
- 有名人が初めて話します!とっておきランキング（2016年4月2日放送、21:30 - 23:40）
- 10人旅
  - 旅人は10人の人気者 はじめてのお泊り旅in南房総（2016年4月23日放送）
  - 10人旅〜伊豆・熱海・伊東の人気観光スポットを遊び尽くす〜（2016年11月26日放送）
  - 10人旅〜美味しいと新しいと伝統と!全部たのしんじゃう金沢旅〜（2017年11月25日放送）
  - 10人旅〜小江戸川越〜秩父の“隠れ家"宿をめざす旅〜（2019年8月3日放送）
- 一流が嫉妬したスゴい人（2016年5月14日放送）
- 世界謎解きアドベンチャー!未知なる巨大生物を捕獲せよ!（2016年6月4日放送）
- ニッポンのノビシロ（2016年6月18日放送、21:30 - 23:40）
- さんまの東大方程式[注 23] - ただし、1回目は2016年3月6日（日曜日）、3回目は2017年3月1日（水曜日）に放送。
  - さんまの東大方程式（2016年9月10日放送、21:00-23:40、2時間40分の拡大版）
  - さんまの東大方程式 芸術の秋に東京藝大生が大集合SP!（2019年10月19日放送、22:05 - 翌0:45、2時間40分の拡大版[注 30]）
  - さんまの東大方程式 あの天才は今?広瀬すず・有村架純と夢のご対面（2020年11月7日放送、21:00 - 23:40、2時間40分の拡大版）
  - さんまの東大方程式 3年ぶりの復活SP!（2023年4月22日放送、21:00 - 23:40、2時間40分の拡大版）
  - さんまの東大方程式 年イチ開催!大津くんの親友が初登場SP（2024年8月24日放送、21:00 - 23:40、2時間40分の拡大版）
- 芸能人が本気で考えた!ドッキリさせちゃうぞGP（2016年10月15日放送、2017年3月18日放送、2017年8月5日放送）[注 31] - ただし、4回目は2018年4月6日（金曜日）に『金曜プレミアム』枠で放送。
- 誰も知らないカレンダー この日世界で何かが起きる!（2016年11月12日放送）
- THEお題シアター（2017年5月20日放送）
- 笑いの勇者（2017年8月12日放送）
- 五大陸横断!世界の部族24時その時刻秘境で何してる?（2017年9月30日放送）
- ギリギリ昔話（2017年12月16日放送、2018年6月30日放送）
  - ギリギリ昔話〜人生絶頂からの“その後”SP〜（2018年12月29日放送、21:00 - 23:40、2時間40分の拡大版）
- 聞いてた話と違います!（2017年12月23日放送）[注 32]
- 坂上探検隊（2018年1月27日放送）
- さんま&女芸人お泊まり会[注 23]
  - さんま&女芸人お泊まり会〜初めて後輩に語る、62年走り続けた男の人生哲学〜（2018年5月26日放送、21:00 - 23:40、2時間40分の拡大版）
  - さんま&女芸人お泊まり会 人生向上の旅（2018年12月1日放送、21:00 - 23:40、2時間40分の拡大版）
- ネタパレTHEゴールデン〜いま見たい!!最強の旬ネタSP〜（2018年6月2日放送） - 土曜18:30 - 19:00枠でレギュラー放送されているゴールデンタイム・プライムタイムでの拡大版。
- ザ・細かすぎて伝わらないモノマネ（2018年11月24日放送、2019年12月14日放送（21:30 - 23:40、一部地域は21:24 - 21:30に『まもなくザ・細かすぎて伝わらないモノマネ』も放送。）、（2020年12月12日放送、2021年12月11日放送、2022年12月17日放送、2023年7月8日放送、2023年12月16日放送、2024年6月22日放送、2024年12月7日放送） - かつて木曜21:00 - 21:54枠でレギュラー放送されていた『とんねるずのみなさんのおかげでした』のコーナーで独立・特番化。
- SMALL3（2018年12月22日放送、2020年3月7日放送、2020年11月28日放送（21:00 - 23:25、2時間25分の拡大版）、2021年12月25日放送（21:15 - 23:25）、2023年9月30日放送（22:05 - 翌0:15[注 33] ））
- モノシリーのとっておき〜すんごい人がやってくる!〜（かつては金曜19:00 - 19:57枠でレギュラー放送されていた。）
  - モノシリーのとっておき〜最強ビックリ映像祭2時間SP〜（2019年2月2日放送、2019年6月1日放送）
- さんまのFNS全国アナウンサー一斉点検[注 23]
  - さんまのFNS全国アナウンサー一斉点検（2019年2月9日放送、21:00 - 23:40、2時間40分の拡大版）
  - さんまのFNSアナウンサー全国一斉点検2020（2020年4月18日放送、21:00 - 23:40、2時間40分の拡大版）
- 有吉ダマせたら10万円（2019年2月23日放送、2020年2月22日放送、2020年7月25日放送、2021年2月6日放送、2021年10月16日放送、2022年3月5日放送、2022年11月5日放送、2023年2月25日放送）
- 名曲お宝音楽祭（2019年4月6日放送、2020年4月4日放送） - 全て19:00 - 23:10、4時間10分の拡大版。ただし、1回目は2018年9月26日（水曜日）に放送。
- ホンキで弟子入り!免許皆伝（2019年4月27日放送） - 2017年・2018年の『FNS27時間テレビ』のコーナーで独立・特番化。
- ウンナン出川バカリの超!休み方改革（2019年6月22日放送） - ただし、1回目は2018年5月4日（金曜日）に『金曜プレミアム』枠で放送。
- 世界ドッキリ映像大賞（2019年6月29日放送、21:30 - 23:40）
- 明石家笑業修学旅行〜お笑い向上の旅〜（2019年11月23日放送、21:00 - 23:40、2時間40分の拡大版）[注 23]
- 世界ギャップ大調査!ベスト×ワースト（2019年12月28日放送）
- 内村カレンの相席どうですか（2020年2月1日放送）
- おたすけJAPAN（2020年3月14日放送）
- 青春アカペラ甲子園 全国ハモネプリーグ（2020年7月4日放送、2021年2月27日放送、2021年8月14日放送、2022年3月19日放送、2023年5月27日放送、2024年3月2日放送、2025年7月26日放送）
  - ハモネプ2022クリスマスSP 聖夜に響く学生たちのハーモニー（2022年12月24日放送、21:20 - 23:30[注 34]）
- HEY!HEY!NEO! MUSIC CHAMP（2020年8月1日放送、2021年4月10日放送）
- 千鳥の超クセがスゴいネタGP（2020年8月15日放送）[注 35]
- ただ今、コント中。（2020年8月29日放送、2021年7月10日放送、2022年1月22日放送、2022年11月26日放送） - ただし、2回目は2020年12月29日（火曜日）に放送。
- まっちゃんねる（2020年10月24日放送、2021年6月19日放送、2022年6月25日放送）
- まつもtoなかい〜マッチングな夜〜（2020年11月21日放送、2022年2月19日放送）[注 36]
- トークィーンズ（2021年3月13日放送、2021年10月30日放送）[注 37]
- お笑い脱出ゲーム2（2021年4月24日放送）
- ゼロイチできんのか!?（2021年6月5日放送、21:30 - 23:40）
- ドラフトコント（2021年11月27日放送、2022年11月19日放送）
- イタズラジャーニー（2022年6月4日放送、2023年1月7日放送、2023年11月4日放送）[注 38]
- マジックパレス〜世界のスーパーマジシャン大集結!世紀の祭典（2022年12月10日放送、21:30 - 23:40）
- ものまね師弟バトル MANE-1（2023年1月21日放送）
- THE CONTE（2023年1月28日放送、2023年7月29日放送、2024年1月27日放送、2024年11月2日放送、2025年3月15日放送） - ただし、1回目は2022年8月7日（日曜日）に放送。
- 名曲!ジェネチェンFES（2023年3月18日放送）
- チャレンジトークバラエティ オドオド×ハラハラ（2023年6月10日放送）[3][注 39]
- 中居正広の芸能人!お友達呼んで来ましたグランプリ（2023年10月28日放送（22:05 - 翌0:15[注 40]）、2024年5月11日放送）
- 翔んで埼玉プレゼンツ日本全国!愛すべき逆お国自慢GP（2023年12月2日放送、2024年5月4日放送（21:40 - 23:50））
- 上田晋也のトーク検定（2023年12月9日放送、2024年5月25日放送、2024年12月21日放送）
- 今田孝太郎（2023年12月23日放送）
- 芸能界ウケたから残して映像GP（2024年1月27日放送）
  - 芸能界ウケ宝映像グランプリ～芸人に聞いた一番ウケた瞬間30連発（2025年4月26日放送）
- 中間管理職芸人の旅（2024年2月10日放送）
- FNS明石家さんまの推しアナGP（2024年4月20日放送、21:00 - 23:40、2時間40分の拡大版）[注 23]
- 今夜解禁!サンドの禁断の一騎打ち（2024年6月1日放送、2025年1月11日放送、2025年8月23日放送予定）
- BABA抜き最弱王決定戦
  - BABA抜き最弱王決定戦 2024夏（2024年6月29日放送）
  - BABA抜き最弱王決定戦 2025夏（2025年6月21日放送）
- 有吉弘行のモノマネTHEワールド（2024年7月27日放送、2025年3月1日放送）
- とんねるずの2億4千万の大陸スペシャル（2024年10月19日放送）
- 川島二宮のタミゴエ（2024年11月9日放送）
- ビッグオセロ（2025年2月1日放送）
- 小泉孝太郎&かまいたちの芸能人テスト（2025年2月22日放送、2025年6月14日放送）
- 好き嫌いダウト最弱王決定戦（2025年5月24日放送）
- 国民的アニメの祭典（2025年7月5日放送）
- 明石家さんまと日本の社長（2025年8月9日放送、21:00 - 23:40、2時間40分の拡大版）[注 23]

### 報道・情報
- 世界がもし100人の村だったら（2004年8月7日放送、2005年5月14日放送、2006年6月3日放送、2007年6月30日放送、2009年3月7日放送）
- サイエンスミステリー
  - サイエンスミステリー それは運命か奇跡か!?〜DNAが解き明かす人間の真実と愛〜（2003年3月15日放送、2004年3月20日放送、2004年12月18日放送、2006年2月18日放送、2007年2月17日放送、2009年5月2日放送）
  - サイエンスミステリー2011見えざる禁断の世界〜極限の運命と闘う人々SP〜（2011年1月29日放送）
  - サイエンスミステリー2012"カラダと心"見えざる禁断の世界…（2012年1月28日放送）
  - サイエンスミステリー2013見えざる禁断の世界III（2013年1月19日放送）
  - サイエンスミステリー その運命は神が決めたのか!?（2017年1月28日放送）
- 超時空ミステリー!世紀の天才 ダ・ヴィンチ 最大の謎と秘密の暗号〜「ダ・ヴィンチ・コード」の真実に迫る!〜（2005年3月12日放送）
- ダ・ヴィンチ・コードミステリースペシャル（2006年5月20日放送）
- 新グレートジャーニー 日本人の来た道（2006年8月12日放送）
- 人体再生ロマンスペシャル もう一度抱きしめたい!!（2006年4月29日放送、2007年4月28日放送）
- 大韓航空機爆破事件から20年 金賢姫を捕らえた男たち 〜封印された3日間〜（2007年12月15日放送）
- これでいいのだ!! 赤塚不二夫伝説（2008年11月1日放送）
- 完全犯罪ミステリー・スペシャル「新証言!三億円事件 40年目の謎を追え!〜極秘捜査ノートが語る全真相〜」（2008年12月13日放送）
- ドラマ「地下鉄サリン事件 15年目の闘い〜あの日、霞ヶ関で何が起こったのか〜」（2010年3月20日放送）
- 知られざる"龍馬伝"世紀の英雄・坂本龍馬最大の謎と秘密の暗号（2010年5月8日放送）
- 渡部陽一が撮った!これが世界の「戦場」だ（2011年7月2日放送）
- 池上彰スペシャル[注 41]（不定期放送）
  - 池上彰緊急スペシャル 世界が変わった日（2011年9月10日放送、19:00 - 23:10、4時間10分の拡大版）
  - 池上彰スペシャル 世界が変わった日〜あの震災から1年〜（2012年3月10日放送）
  - 池上彰スペシャル お金がわかればニュースのナゾが解ける（2012年6月9日放送）
  - 池上彰緊急スペシャル! 2014年 何を狙う? 北朝鮮（2014年7月12日放送）
  - 池上彰緊急SP よく分からない中国のナゾ（2014年11月29日放送）
- 独占解明 誰がツタンカーメンを殺したのか!?〜謎の少年王・悲劇の生涯（ツタンカーメン展開催記念番組 2012年8月11日放送）
- 世界法廷ミステリー（2013年2月2日放送、2014年3月29日放送（21:55 - 翌0:05）、2014年11月15日放送、2017年4月1日放送（21:15 - 23:25）、2018年1月6日放送（21:00 - 23:40、2時間40分の拡大版）、2019年6月15日放送、2021年4月17日放送、2022年4月9日放送）
- 突入!福島原発に挑んだ男たち〜激闘秘話!命と執念の12日間〜（東日本大震災関連番組 2013年3月9日放送）
- 勘三郎最期の言葉（2013年12月7日放送）
- 独占追跡!三億円事件“最後の告白者"（2013年12月21日放送）
- 報道スクープSP
  - 激動!世紀の大事件II（2014年12月13日放送、19:57 - 23:10、3時間13分の拡大版）
  - 激動!世紀の大事件IV（2016年12月17日放送、19:00 - 23:10、4時間10分の拡大版）
  - 激動!世紀の大事件VI〜平成衝撃事件簿の真相〜（2019年1月26日放送）
  - 激動!世紀の大事件7（2020年1月18日放送）
  - 激動!世紀の大事件8（2021年3月20日放送）
  - 激動!世紀の大事件9（2022年10月8日放送）
- TRUE STORY 家族が歩んだ涙の結末（2015年1月31日放送）
- 知られざる脳の真実!!世界を変える奇跡の力（2016年7月2日放送）
- 栄光なき天才たち〜名も無きヒーローに学ぶ幸せの見つけ方〜（2016年8月13日放送）
- 衝撃スクープSP 30年目の真実 〜東京・埼玉連続幼女誘拐殺人事件〜（2017年10月7日放送）
- 目撃!超逆転スクープ 世紀の誘拐事件&奇跡の生還SP（2018年5月5日放送）
  - 目撃!超逆転スクープ3 戦慄の凶悪犯VS決死の救出作戦（2019年4月13日放送）
  - 目撃!超逆転スクープ4 娘を救え!命をかけた母の闘い 愛と涙の生還SP（2019年7月13日放送）
  - 目撃!超逆転スクープ5 殺人者の微笑み（2020年2月15日放送）
  - 目撃!超逆転スクープ6 決定的瞬間!カメラが暴いた凶悪犯の真実（2021年1月16日放送）
  - 目撃!超逆転スクープ7 家族を引き裂く衝撃のミステリー事件簿（2021年12月18日放送）
  - 目撃!超逆転スクープ8 愛と欲望と偽りの仮面（2022年12月3日放送）
- ワールドポリスカム〜世界の警察が撮った重大事件・決定的瞬間〜（2019年8月31日放送）

### アニメ
- ブレイブストーリー（2007年5月5日放送）
- 時をかける少女（2007年7月21日放送、2008年7月19日放送）
- 夏休み特別企画『ミヨリの森』（2007年8月25日放送）
- フジテレビ開局50周年・手塚治虫生誕80周年記念『ジャングル大帝-勇気が未来をかえる-』（2009年9月5日放送）
- 東映アニメーション制作作品
  - ONE PIECE（かつては水曜19:00 - 19:30枠→日曜19:30 - 19:58枠→日曜19:00 - 19:28枠→日曜9:30 - 10:00枠でレギュラー放送されていた。2025年4月以降は日曜23:15 - 23:45枠でレギュラー放送されている。）
    - ONE PIECE FILM STRONG WORLD（2010年12月18日放送（21:00 - 23:25、2時間25分の拡大版）、2011年11月19日放送（21:00 - 23:25、2時間25分の拡大版）、2013年1月12日放送、2022年8月13日放送、2023年10月14日放送）
    - ONE PIECE THE MOVIE エピソードオブチョッパー+冬に咲く、奇跡の桜（2011年3月19日放送）
    - ONE PIECE エピソードオブアラバスタ 砂漠の王女と海賊たち特別編（2011年8月20日放送）
    - ONE PIECE 呪われた聖剣（2011年12月10日放送）
    - ONE PIECE エピソードオブナミ 〜航海士の涙と仲間の絆〜（2012年8月25日放送）
    - ONE PIECE エピソードオブルフィ 〜ハンドアイランドの冒険〜（2012年12月15日放送）
    - ONE PIECE エピソードオブメリー 〜もうひとりの仲間の物語〜（2013年8月24日放送）
    - ONE PIECE FILM Z（2014年1月18日放送、2022年10月29日放送（21:55 - 翌0:05[注 42]）、2023年10月21日放送）
    - ONE PIECE “3D2Y” エースの死を越えて! ルフィ仲間との誓い（2014年8月30日放送）[4]
    - ONE PIECE エピソードオブサボ 〜3兄弟の絆 奇跡の再会と受け継がれる意志〜（2015年8月22日放送）[5]
    - ONE PIECE 〜アドベンチャー オブ ネブランディア〜（2015年12月19日放送）
    - ONE PIECE 〜ハートオブゴールド〜（2016年7月16日放送）
    - ONE PIECE エピソードオブ東の海 〜ルフィと4人の仲間の大冒険!!〜（2017年8月26日放送）
    - ONE PIECE FILM GOLD（2018年5月19日放送（21:00 - 23:30、2時間30分の拡大版）、2019年8月10日放送）
    - ONE PIECE エピソードオブ空島（2018年8月25日放送）
    - ONE PIECE STAMPEDE（2022年8月6日放送）
    - 特別編集版「ワンピース」エッグヘッド編&再開1話目〜世界震撼!麦わらの一味立てこもり事件〜（2025年4月5日放送）

  - ドラゴンボールシリーズ（同シリーズは、かつては『元祖』『Z』『GT』が水曜19:00 - 19:30枠で、『改』『超』が日曜9:00-9:30枠で、『DAIMA』が金曜23:40-翌0:10枠でレギュラー放送されていた）
    - ドラゴンボールZ 神と神（2014年3月22日放送）
    - ドラゴンボールZ 復活の「F」（2016年8月27日放送）[6]
    - ドラゴンボール超 ブロリー（2022年4月16日放送）

  - ゲゲゲの鬼太郎（同作は複数枠（第1作）→木曜19:00 - 19:30枠（第2作）→土曜18:30 - 19:00枠（第3作）→日曜9:00 - 9:30枠（第4作以降）でレギュラー放送されていた）
    - 鬼太郎誕生 ゲゲゲの謎（2025年7月12日放送、21:30 - 23:40）
- モンスターズ・ユニバーシティ（2016年3月12日放送）
- アナと雪の女王（2017年3月4日放送、歌詞に日本語字幕を付けて放送）[7]
- 怪盗グルーの月泥棒（2017年3月25日放送）
  - 怪盗グルーのミニオン危機一発（2017年7月22日放送）
- 心が叫びたがってるんだ。（2017年7月29日放送）
- Mr.インクレディブル（2018年8月4日放送、21:00 - 23:15、2時間15分の拡大版）
- ちびまる子ちゃん（日曜18:00 - 18:30枠でレギュラー放送されている）
  - 映画 ちびまる子ちゃん イタリアから来た少年（さくらももこ追悼特別番組 2018年9月15日放送）[8]
- SING/シング（2019年3月16日放送、2022年3月12日放送）
  - SING/シング: ネクストステージ（2024年3月16日放送）
- 鬼滅の刃（本放送時、関東地区では、独立局であるTOKYO MX・群馬テレビ・とちぎテレビで放送され、後に同局で日曜23:15 - 23:45枠でレギュラー放送されていた）
  - 鬼滅の刃 兄弟の絆（2020年10月10日放送）
  - 鬼滅の刃 那田蜘蛛山編（2020年10月17日放送、21:00 - 23:50、2時間50分の拡大版）
  - 劇場版 鬼滅の刃 無限列車編（2021年9月25日放送、21:00 - 23:40、2時間40分の拡大版）
  - 鬼滅の刃 遊郭潜入編（2023年4月1日放送、2024年2月17日放送）- 全て21:00 - 23:30、2時間30分の拡大版
  - 鬼滅の刃 遊郭決戦編（2023年4月8日放送、2024年2月24日放送）- 全て21:00 - 23:40、2時間40分の拡大版
  - 鬼滅の刃 無限列車編 特別放送（2025年6月28日放送、20:00 - 23:10、3時間10分の拡大版）
- ペット2（2023年4月29日放送）
- カーズ（2023年7月15日放送、21:00 - 23:20、2時間20分の拡大版）
- ファインディング・ニモ（2023年8月5日放送）
- インサイド・ヘッド（2024年8月3日放送、21:45 - 23:40、1時間55分の短縮版）

### スポーツ
- フジテレビ系列で国際スポーツ大会の中継放送がある場合、金・土曜のスペシャル枠（金曜プレステージ・土曜プレミアム）で放送することがあるが枠立ち上げから2016年3月までと2024年4月以降は『SPORT』レーベル、同年4月から2018年3月までは『HERO'S』、同年4月から2024年3月は『S-PARK』レーベルで放送する。
  - 2007年世界フィギュアスケート選手権のうち、3月23日・24日（女子シングル）の放送は21 - 22時台のスペシャル枠（金曜プレステージ・土曜プレミアム）で行われた。
  - また同年9月14日から17日の世界柔道選手権ブラジル大会（14・15日）、11月のバレーボールワールドカップ（一部試合が19時30分以後スタート）も同様だが、スポンサーは通常とは異なり各大会の協賛社に合わせた。
  - なお、ワールドカップバレーでは土曜プレミアム枠で放送される試合の中継は21時ではなく21時15分にスタートする。これは通常の中継が2時間枠（19時から20時54分、金曜の19時30分試合開始分は21時から22時52分）であることや、次の『土曜ドラマ』が23時10分から（2007年4月以後）スタートする編成になったことによるものと思われる[独自研究?]。また直前枠の番組『めちゃ2イケてるッ!』が、この日に限って通常時間枠の57分に15分を足して72分に拡大し、21時9分までの放送となった（この番組の後半パート終了後のPT枠のかみ合い[要説明]による移行である）。
- フィギュアスケート
  - 四大陸フィギュアスケート選手権2008 女子シングル・フリー（2008年2月16日放送）
  - 2009四大陸フィギュアスケート選手権 女子フリー（2009年2月7日放送）
  - 全日本フィギュアスケート選手権2014 女子ショート・男子フリー（2014年12月27日放送、18:30 - 23:10、4時間40分の拡大版）
  - 四大陸フィギュアスケート選手権2016 女子シングル・フリー（2016年2月20日放送）
  - 全日本フィギュアスケート選手権2016 女子ショート・男子フリー（2016年12月24日放送、18:30 - 23:10、4時間40分の拡大版）
  - 世界フィギュアスケート選手権2018 男子フリー（2018年3月24日放送、20:00 - 23:10、3時間10分の拡大版）
  - 緊急生放送SP 世界フィギュア2019 〜独占!メダリストが明かす舞台裏〜（2019年3月23日放送、21:30 - 23:40）
  - 世界フィギュアスケート選手権2021 男女フリー（2021年3月27日放送、19:00 - 23:10、4時間10分の拡大版）
  - 世界フィギュアスケート選手権2022 男子フリー（2022年3月26日放送）
- K-1
  - K-1 WORLD GP 2009 IN 横浜（2009年3月28日放送）
  - K-1 WORLD GP 2010 IN 横浜（2010年4月3日放送）
  - K-1グランプリ開幕戦（2010年10月2日放送）
  - K-1グランプリ 決勝戦 2010（2010年12月11日放送）
- 中居正広のプロ野球珍プレー好プレー大賞
  - 中居正広のプロ野球珍プレー好プレー大賞2015 〜安心してください! 33年分ありますよSP〜（2015年12月5日放送）
  - 中居正広のプロ野球珍プレー好プレー大賞2016 今夜決定!500名超一流プロ野球選手vs徳光率いる豪華審査員No.1珍はこれだSP（2016年11月5日放送）
  - 中居正広のプロ野球珍プレー好プレー大賞2018（2018年12月8日放送）
- 総合格闘技
  - RIZIN FIGHTING WORLD GRAND-PRIX 2016 無差別級トーナメント FINAL ROUND（2016年12月31日放送、18:00 - 23:45、5時間45分の拡大版）
- 村上信五のスポーツ奇跡の瞬間アワード2017（2017年12月30日放送）
- オリンピック
  - 冬季オリンピック
    - 2018年平昌オリンピック スピードスケート 女／男マススタート準決勝・決勝（2018年2月24日放送、19:00 - 23:10、4時間10分の拡大版）
    - 2022年北京オリンピック スキージャンプ 男子ラージヒル決勝（2022年2月12日放送、19:00 - 23:00、4時間の拡大版・10分短縮）

  - 夏季オリンピック
    - 北京オリンピック2008 野球・予選 日本×韓国（2008年8月16日放送、19:57 - 23:10、3時間13分の拡大版）
    - 2016年リオデジャネイロオリンピック 柔道・男子60kg級・女子48kg級予選（2016年8月6日放送、21:00 - 翌1:00、4時間の拡大版）
    - 東京2020オリンピック ソフトボール・予選「日本×イタリア」（2021年7月24日放送、19:00 - 23:10、4時間10分の拡大版）

## 放送され、のちにレギュラー昇格となった番組
- 芸能人が本気で考えた!ドッキリGP
- まつもtoなかい → だれかtoなかい
- オドオド×ハラハラ

## 突発的事態による番組休止・変更
| 放送日         | 放送予定だった作品                                            | 差し替えて放送された作品                                                   | 変更理由 | 振り替え放送       | 備考       |
| -------------- | ------------------------------------------------------------- | -------------------------------------------------------------------------- | --- | ------------------ | ---------- |
| 2004年10月23日 | エンド・オブ・デイズ（2000年）                                | （番組休止）                                                               | 当日発生した新潟県中越地震に関するFNN報道特別番組放送のため。                                                                                | 2004年11月6日      |            |
| 2006年7月29日  | 東京タワー 〜オカンとボクと、時々、オトン〜（オリジナル作品） | オーシャンズ11（2002年）                                                   | 出演していた山本圭壱が不祥事を起こし、演じたキャラが重要な人物であることからカットできず、撮り直しの必要が生じたため。塚地武雅が代理で出演。 | 2006年11月18日     |            |
| 2006年8月5日   | ウォーターボーイズ（2001年）                                  | ウォーターボーイズ（2001年） スウィングガールズ（2004年） （放送時間拡大） | 『めちゃ2イケてるッ!』のメンバーだった山本圭壱が不祥事を起こし、番組の収録が一時不能となったため。                                           | 拡大のため振替なし |            |
| 2011年3月12日  | ゴールデンスランバー（2010年）                                | （番組休止）                                                               | 前日発生した東北地方太平洋沖地震（東日本大震災）に関するFNN報道特別番組放送のため。                                                          | 2011年10月1日      | [ 備考 1 ] |
| 2011年4月2日   | IPPONグランプリ 2011春の陣                                    | 人志松本のすべらない話 ザ・大傑作選!!                                      | 東日本大震災の影響により収録が延期に。これに伴い、番組の方針が大幅に変更された。                                                             | 2011年6月11日      | [ 備考 2 ] |
| 2014年5月31日  | ハッピーフライト（2009年）                                    | アイアンマン（2008年）                                                     | 出演者の一人である綾瀬はるかが、裏番組の『嵐にしやがれ』(日本テレビ)にゲスト出演したため。                                                   | 2014年9月20日      |            |
| 2015年5月16日  | テルマエ・ロマエII（2014年）                                  | 世界侵略: ロサンゼルス決戦（2011年）                                       | ロケ地に箱根小涌園ユネッサンが含まれており、箱根山の火山活動活発化の影響に配慮したため。                                                     | 2015年6月20日      |            |
| 2015年8月1日   | ナイト&デイ（2011年）                                         | ドラマレジェンド HERO 特別編                                               | 映画『HERO』大ヒット記念の特別企画。 | 2015年10月3日      | [ 備考 3 ] |
| 2016年2月6日   | ホワイトハウス・ダウン（2013年）                              | ナショナル・トレジャー（2005年）                                           | 同年1月23日に内容が似ている『ダイ・ハード3』（1995年）が放送されたため。                                                                     | 2016年3月30日      | [ 備考 4 ] |
| 2018年6月16日  | ギリギリ昔話                                                  | そして父になる（2013年）                                                   | 『万引き家族』（2018年）大ヒット記念の特別企画。                                                                                             | 2018年6月30日      |            |
| 2018年9月15日  | ジャックと天空の巨人（2013年）                                | ちびまる子ちゃん イタリアから来た少年（2015年）                            | 原作者・さくらももこが死去したことを受けた追悼企画。                                                                                         | 2018年10月6日      |            |
| 2020年4月25日  | コンフィデンスマンJP ロマンス編（2019年）                     | ワイルド・スピード SKY MISSION（2015年）                                   | 新型コロナウイルス感染拡大に伴い『コンフィデンスマンJP プリンセス編』の公開が延期となったため。                                              | 2020年7月18日      |            |
| 2020年5月23日  | 世にも奇妙な物語 '20春の特別編                                | ENGEIグランドスラム リモート                                               | 新型コロナウイルス感染拡大に伴い緊急事態宣言が発令され、撮影が大幅に遅れたため。                                                             | 2020年7月11日      | [ 備考 5 ] |
| 2020年10月31日 | ほんとにあった怖い話 2020特別編 （内容の一部変更）            | ほんとにあった怖い話 2020特別編 （内容の一部変更）                         | ドラマパートである「探偵の手記」で主演した伊藤健太郎がひき逃げで逮捕されたため、当該部分を完全カット。                                       | ---                |            |
| 2021年2月13日  | ヲタクに恋は難しい（2020年）                                  | ヲタクに恋は難しい（2020年）                                               | 当日発生した福島県沖地震に関するFNN報道特別番組挿入のため、2時間15分中断した。                                                               | ---                |            |
| 2021年4月3日   | ジオストーム（2017年）                                        | 北の国から'87初恋                                                          | 田中邦衛が死去したことを受けた追悼企画。 | 2021年5月15日      |            |

備考
1. ↑  放送当日の新聞テレビ欄によると土曜プレミアム自体は放送する予定にしていたが、地震被害の拡大に伴い、報道特番が延びた（一区切りついたのは14日4:00）ため。なお、仮に放送した場合の作品は『県庁の星』に差し替えられるはずだった。これは『ゴールデンスランバー』の舞台が地震の被災地となった宮城県仙台市を舞台にしていたための措置。
2. ↑  タイトルから「2011春の陣」が外れ、『IPPONグランプリ』として放送された。
3. ↑  洋画からドラマの再放送に差し替えられるのは極めて異例といえる。
4. ↑  土曜プレミアム枠外となる、水曜日21:00 - 23:18での放送。水曜夜の放送であるため、テレビ大分では放送が返上された形となった。
5. ↑  『世にも奇妙な物語 夏の特別編』に改題された。

## 備考
『FNS27時間テレビ』放送時や、19時台・20時台のレギュラー番組の拡大版、冬季・夏季オリンピック、フィギュアスケートの中継、緊急報道特番、別の特別番組、年末年始の特別編成が放送する場合、当特番枠は休止となる。2010年12月4日は、例年12月第1水曜日 のゴールデン・プライムタイムに放送されている『FNS歌謡祭』が19:00 - 23:10に放送。また、2011年8月6日には『FNS歌謡祭 うたの夏まつり2011』が19:00 - 23:10に放送され、2023年5月20日は「THE SECOND〜漫才トーナメント〜」が19:00 - 23:10に放送されたためいずれも当特番枠は休止となった。